# NGC 3489
NGC 3489 é uma galáxia espiral barrada (SB0-a) localizada na direcção da constelação de Leo. Possui uma declinação de +13° 54' 03" e uma ascensão recta de 11 horas, 00 minutos e 18,4 segundos.
A galáxia NGC 3489 foi descoberta em 8 de Abril de 1784 por William Herschel.